# Синевский сельсовет
Синевский сельсовет — упразднённая административно-территориальная единица, существовавшая на территории Московской губернии и Московской области до 1954 года.
Синевский с/с был образован в первые годы советской власти. В 1919 году Синевский с/с входил в Пятницкую волость Звенигородского уезда Московской губернии.
Не позднее 1921 года Синевский с/с был упразднён.
В 1927 году Синевский с/с был восстановлен в составе Пятницкой волости Воскресенского уезда путём выделения из Алехновского с/с.
В 1929 году Синевский с/с был отнесён к Воскресенскому району Московского округа Московской области. При этом к нему был присоединён Мартюшинский с/с.
30 октября 1930 года Воскресенский район был переименован в Истринский район.
17 июля 1939 года к Синевскому с/с был присоединён Карцевский с/с (селения Карцево и Куртниково).
14 июня 1954 года Синевский с/с был упразднён. При этом его территория была передана в Бужаровский с/с.